# Papavô
Papavô je maleno, slabo poznato pleme američkih Indijanaca koje živi uz rijeku Taramacá u brazilskoj državi Acre. Sastoji se od 170 osoba. (2000 WCD). Jezično su ostali neklasificirani, a mogući srodnici su im Morunahua.
Jezični kod ISO 639-3: ppv povučen iz upotrebe 16. siječnja 2009.